# Траутдејл (Орегон)
Траутдејл (енгл. Troutdale) град је у америчкој савезној држави Орегон.

## Демографија
По попису из 2010. године број становника је 15.962, што је 2.185 (15,9%) становника више него 2000. године.
| Група             | 2000.          | 2010.          |
| Белци             | 11.752 (85,3%) | 12.542 (78,6%) |
| Афроамериканци    | 262 (1,9%)     | 335 (2,1%)     |
| Азијати           | 571 (4,1%)     | 729 (4,6%)     |
| Хиспаноамериканци | 636 (4,6%)     | 1.692 (10,6%)  |
| Укупно            | 13.777         | 15.962         |